# Ctenosaura quinquecarinata
Ctenosaura quinquecarinata là một loài thằn lằn trong họ Iguanidae. Loài này được Gray mô tả khoa học đầu tiên năm 1842.